# Sebt El Guerdane
 (août 2018).
Si vous disposez d'ouvrages ou d'articles de référence ou si vous connaissez des sites web de qualité traitant du thème abordé ici, merci de compléter l'article en donnant les références utiles à sa vérifiabilité et en les liant à la section « Notes et références ».
Sebt El Guerdane  (en arabe : سبت الݣردان) est une ville du Maroc (Commune urbaine). Elle est située dans la province de Taroudannt à la région de Souss-Massa. 
Sebt El guerdane est traversée par la voie express taroudant agadir située a quelques vingtaine de kilomètres de Taroudant De plus sebtelguerdane est un foyer de le tribu Aït Oussa cet tribu sahraoui et reputé pour son commerce honnéte et généreux surtout les enfants de boujemaa Chaara et de rabiaa zini رحمهم الله des gens honnêtes et généreux الله يبارك لهم.